# William Brantley Harvey Jr.
Pour les articles homonymes, voir William Harvey (homonymie), Brantley et Harvey.
William Brantley Harvey Jr. (né le 14 août 1930 à Walterboro (États-Unis) et mort le 12 décembre 2018 à Beaufort (États-Unis), est un avocat et homme politique américain, lieutenant-gouverneur de Caroline du Sud (en) de 1975 à 1979.

## Biographie
William Brantley Harvey Jr. est le fils de Thelma Lightsey (1898-1980) et de William Brantley Harvey Sr. (en) (1893-1981), avocat à Beaufort en Caroline du Sud et membre du Sénat de Caroline du Sud. 
Il fréquente La Citadelle (en), puis sert dans l'US Army pendant deux ans. Il obtient un diplôme de droit de l'université de Caroline du Sud et entre au barreau en 1955. Par la suite, il rejoint Harvey & Battey, le cabinet d'avocat fondé par son père.
Il est élu à la Chambre des représentants de Caroline du Sud sous l'étiquette démocrate en 1958. Constamment réélu, il y siège jusqu'en 1975. Le 5 novembre 1974, il est élu lieutenant-gouverneur de Caroline du Sud face au républicain Carroll A. Campbell Jr. (en), futur gouverneur de l'État. Le 13 juin 1978, il arrive en tête du premier tour des primaires pour désigner le candidat démocrate à l'élection gouvernorale (en) qui doit se tenir en novembre mais est battu au second par Richard Riley, le 27 juin 1978. Par la suite, Harvey Jr. travaille pour la Commission des parcs, des loisirs et du tourisme et le ministère des Transports de Caroline du Sud. 
Décédé le 12 décembre 2018, il laisse derrière lui sa femme et leurs cinq enfants (trois filles et deux fils).